# گروبنو
گروبنو (به لهستانی:  Grubno) یک روستا در لهستان است که در گمینا ستولنو واقع شده‌است. گروبنو ۵۹۴ نفر جمعیت دارد.